# Kirchenburg Einersheim

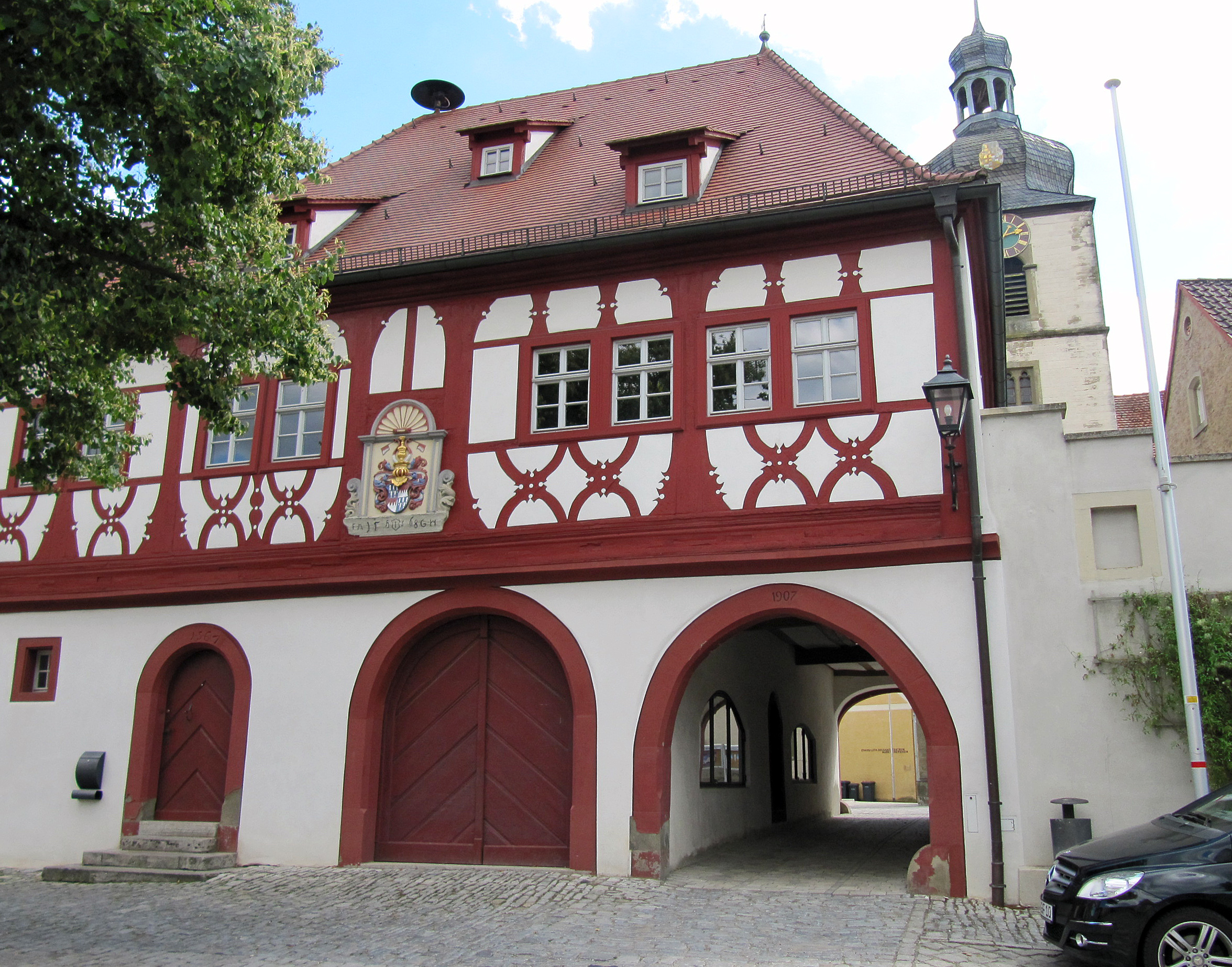
Das Rathaus mit dem Eingang zur ehemaligen Kirchenburg

Die Kirchenburg Einersheim (auch Kirchenburg Markt Einersheim) umfasst die befestigten Bereiche des Kirchhofs um die evangelische Pfarrkirche St. Matthäus im unterfränkischen Markt Einersheim. 

## Lage
Die Kirchenburg liegt zentral inmitten des Altortes von Einersheim, dessen Mittelpunkt sie bildet. Sie ist umgeben von den Straßen Marktplatz, Schockengasse, Frankenbergstraße und Am See. Die Anlage entstand auf einer Hügelnase, die in Richtung Südosten steil abfällt. Durch diese Berglage erhielt die Ummauerung dieser Seite einen Knick. Die Kirchenburg Einersheim ist Teil des Bauensembles Ortskern Markt Einersheim.

## Geschichte
Erstmals erwähnt wurde die Einersheimer Kirchenburg im Jahr 1414. Damals musste man einen Torturm passieren, um ins Innere des Kirchhofs zu gelangen. Dort gab es bereits den Vorgängerbau der Pfarrkirche. Allgemein gehen die Kirchenburgen auf die militärischen Bedrohungen im Mittelalter zurück. Während sich Städte und reichere Dörfer mit einer Ringmauer umgaben, befestigten ärmere Gemeinden lediglich den Kirchhof, der früher zugleich als Friedhof diente. 
Die Anlage in ihrer heutigen Form entstand spätestens im 16. Jahrhundert. Das Torhaus wurde zwischen 1567 und 1568 durch ein repräsentatives Fachwerkhaus mit einer Tordurchfahrt ersetzt, die vom Marktplatz aus noch heute den Zugang zur Kirchenburg bildet. Das Wappen der Schenken von Limpurg an diesem Bau verweist auf die Dorfherrschaft über Einersheim. Die ältesten Gaden im Innenhof der Anlage sind mit der Jahreszahl „1596“ bezeichnet. Dort lagerten die Einersheimer in Friedenszeiten ihre Vorräte.
In den Jahren 1734 und 1735 erneuerte man die Ummauerung der Kirchenburg, obwohl diese Wehranlage mit dem Aufkommen von großen Geschützen im 17. Jahrhundert ihre Verteidigungsfunktion längst eingebüßt hatte. In den folgenden Jahrhunderten baute man weite Teile der Anlage um, sodass nur noch wenige Überreste an die ehemalige Kirchenburg erinnern. Im Jahr 1945 zerstörte amerikanischer Panzerbeschuss in den letzten Tagen des Zweiten Weltkrieges weitere Baulichkeiten der Befestigung. Die untertägigen Überreste der Kirchenburg sind als Bodendenkmal eingeordnet.

## Beschreibung

### Matthäuskirche
Die Einersheimer Matthäuskirche liegt inmitten der Kirchenburg. Sie gilt als eine der ältesten Kirchen der Umgebung und versorgte seelsorgerisch im Mittelalter einen riesigen Pfarrsprengel. Die Dorfherren von Einersheim, die Schenken von Limpurg-Speckfeld, führten im 16. Jahrhundert die Reformation ein und bauten im 17. Jahrhundert die Kirche um. Im Jahr 1700 wurde der markante Turm erhöht, der zugleich als Aussichtspunkt für die Kirchenburg diente und einen Wehrgang besaß.
St. Matthäus ist eine geostete Chorturmkirche. Die ältesten Bauteile gehen auf die Romanik zurück und damit auf eine Zeit, als die Kirchenburg wohl noch nicht existierte. Das Langhaus hat fünf Achsen und ist damit länger als das vieler anderer Gotteshäuser der Umgebung. Im Inneren der Kirche befindet sich eine zugemauerte Gruft, in der die Angehörigen der Familie der Schenken begraben wurden. Die meisten Grabplatten sind im Innenhof der Kirchenburg aufgestellt.

### Rathaus, Karner, Wehrmauer und Epitaphe
Durch die Zerstörungen seit dem 18. Jahrhundert haben sich nur noch wenige Überreste der ehemaligen Kirchenburg erhalten. Besonders eindrucksvoll ist das heutige Rathaus der Gemeinde, das zugleich als Torhaus und Eingang zur Kirchhofbefestigung dient. Es ist ein zweigeschossiger Walmdachbau mit Zierfachwerk im Obergeschoss. Zentral prangt das Wappen der Schenken von Limpurg-Speckfeld auf der Marktplatzseite. → siehe auch: Rathaus (Markt Einersheim)
Die ehemalige Seelenmesskapelle, die gleichzeitig als Karner bzw. Beinhaus der Gemeinde diente, ist stark verändert und wird als Garage genutzt. Nur noch wenige Gadenhäuser haben sich erhalten. Ursprünglich zogen sie sich wohl um den Kirchhof, die Unterkellerungen dieser Häuser bestehen noch teilweise. Auf der Westseite stehen noch Überreste der Wehrmauer mit einer Höhe von ca. 2 m. Im Innenhof sind fünf Grabplatten aus der Kirchengruft aufgestellt. Sie sind weitgehend verwittert und tragen zumeist die Wappen der Schenken. Ursprünglich besaß die Kirchenburg zwei Zugänge, den Rathausdurchgang und das sogenannte Klein-Kirchtörlein im Süden.